# Captain Scarlet

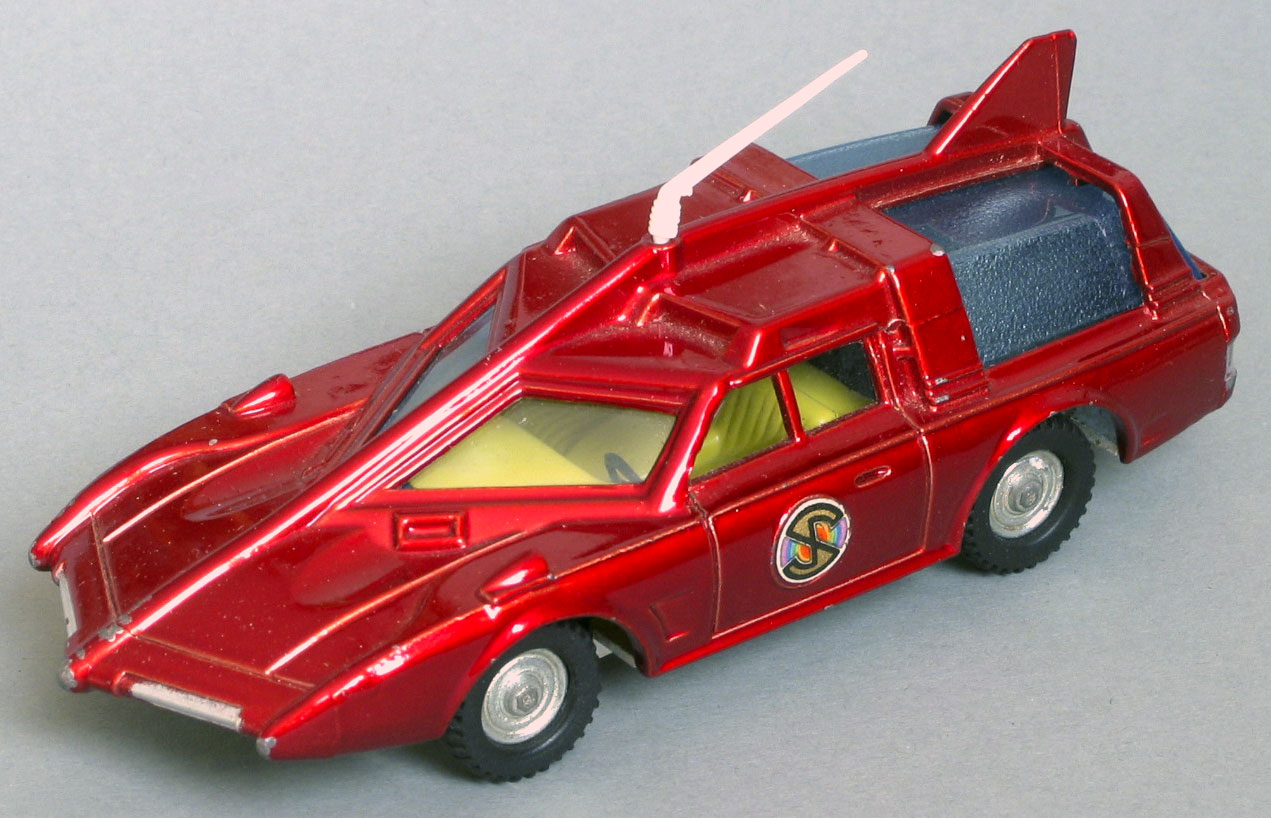
Spectrum Patrol Car van Captain Scarlet (Dinky Toys 103)

Captain Scarlet and the Mysterons (kortweg Captain Scarlet genoemd) is een Britse sciencefictionserie uit de jaren 1960 met marionetten in de hoofdrol, gemaakt door Gerry en Sylvia Anderson, de makers van de veel bekendere serie Thunderbirds. Net als die serie werd Captain Scarlet een cult-serie en een jaren 60 fenomeen.
Captain Scarlet is stilistisch gezien precies hetzelfde als de Thunderbirds: veel marionetten, veel bordkartonnen decors en veel maquettes. Net als bij de Thunderbirds spelen bijzondere voertuigen en spectaculaire explosies een grote rol. Ook is de bombastische muziek van Barry Gray weer van de partij. De verbinding tussen beide series is het ruimteschip Zero-X dat in de speelfilm "Thunderbirds Are Go" zijn entree maakte voor een rampzalige vlucht naar Mars. Bij de eerste aflevering van Captain Scarlet zien we de Marslander van de Zero-X, de MEV (Martian Exploration Verhicle) weer terug op Mars. De bemanning, waaronder Captain Black, zal onder invloed van de Martiaanse Mysterons komen.
Inhoudelijk is de serie echter heel anders dan de Thunderbirds, het verhaal bevat minder humor, de plot is ingewikkelder en het geweld is realistischer. Captain Scarlet was meer op een volwassen publiek gericht terwijl Thunderbirds meer voor kinderen was.
Captain Scarlet and the Mysterons was de laatste serie waarin marionetten werden gebruikt. In de volgende serie U.F.O. kwamen echte acteurs aan bod, zie UFO (Britse televisieserie).

## Verhaal
De serie speelt, net als de Thunderbirds, in de toekomst, rond 2068. Op een dag gaat een groepje astronauten op een expeditie naar de planeet Mars. Tijdens deze expeditie ontdekken ze een grote stad op Mars en wanneer ze de stad willen binnentreden worden ze plotseling beschoten. Uit zelfverdediging besluiten ze de stad te vernietigen. Hiermee lokken ze onbedoeld een interplanetaire oorlog uit.
De stad bleek toe te behoren aan de Mysterons, een ras van buitenaardse wezens dat beschikt over superkrachten. De Mysterons willen nu de complete aardbevolking uitroeien en de aarde overnemen. Dit doen ze door diverse terroristische aanslagen te plegen. Spectrum is een internationale veiligheidsorganisatie die deze kwaadaardige wezens moet tegenhouden.
Captain Scarlet is een van de agenten van Spectrum, hij beschikt over bovennatuurlijke krachten en is daarmee Spectrums belangrijkste troef in de strijd tegen het kwaad.

### De Mysterons
De Mysterons komen gedurende de gehele serie nooit in beeld. Ze blijven altijd onzichtbaar en het enige wat de kijker van hen hoort is hun stem. Iedere keer als de Mysterons een aanslag beramen kondigen ze deze namelijk van tevoren aan over de radio. Iedere aflevering begint hetzelfde: terwijl de personages geïntroduceerd worden hoor je de loodzware dreigende stem van de Mysterons de volgende woorden zeggen: This is the voice of the Mysterons, we know you can hear us Earthmen! today we shall......  daarna volgt de omschrijving van de aanslag die ze in de betreffende aflevering zullen plegen.
Een andere bijzondere eigenschap van de Mysterons is dat ze in staat zijn om mensen of voertuigen exact te kopiëren (in de reeks "retrometabolism" genaamd). Deze kopie kan dan door hen gebruikt worden als wapen. Om de persoon of voertuig te kopiëren moet het eerst gedood of vernietigd worden, nadat dit is gebeurd verschijnen er twee lichtkringen over de plaats des onheils waarna de exact gekopieerde persoon of voertuig verschijnt.
Op deze manier zijn de Mysterons makkelijk in staat om in de samenleving te infiltreren. Captain Black, een voormalig agent van Spectrum, werd door de Mysterons vermoord en vervolgens gekopieerd. Zijn kopie is de belangrijkste vijand uit de serie. Hij is hoofdspion voor de Mysterons en in iedere aflevering komt zijn personage weer voor. Het concept van vernietigen en kopiëren komt ook in iedere aflevering voor.

### Spectrum
De organisatie waar Captain Scarlet voor werkt bestrijdt deze bedreiging vanuit Cloudbase (een in de wolken zwevend complex). Alle agenten van Spectrum (spectrum is de naam van kleuren in een lichtstraal) hebben een kleur als codenaam: zo heb je naast Captain Scarlet, ook Captain Blue en Lieutenant Green. De leider van Spectrum is Colonel White. (Ook over deze naam is nagedacht: alle kleuren in een spectrum komen in wit bijeen.)
Daarnaast bevat Spectrum ook nog een team van vijf vrouwelijke straaljagerpiloten, Angels (Engels voor "engelen") genaamd: Destiny, Harmony, Melody, Symphony en Rhapsody Angel. Spectrum is bewapend met straaljagers (Angel Jet), legertanks (SPV en MSV), snelle sportwagens (SPC) en helikopters.
Overzicht van al het Spectrumpersoneel:
| Codenaam         | Echte naam                             |  |
| ---------------- | -------------------------------------- |  |
| Captain Scarlet  | Paul Metcalfe                          |  |
| Captain Blue     | Adam Svenson                           |  |
| Colonel White    | Charles Grey                           |  |
| Lieutenant Green | Seymour Griffiths                      |  |
| Doctor Fawn      | Edward Wilkie                          |  |
| Captain Black    | Conrad Turner                          |  |
| Captain Ochre    | Richard Fraser                         |  |
| Captain Magenta  | Patrick Donaghue                       |  |
| Captain Grey     | Bradley Holden                         |  |
| Captain Brown    | niet bekend - Gedood door de Mysterons |  |
| Captain Indigo   | niet bekend - Gedood door de Mysterons |  |
| Destiny Angel    | Juliette Pontoin                       |  |
| Symphony Angel   | Karen Wainwright                       |  |
| Melody Angel     | Magnolia Jones                         |  |
| Rhapsody Angel   | Dianne Simms                           |  |
| Harmony Angel    | Chan Kwan                              |  |

### Captain Scarlet
Scarlet, echte naam Paul Metcalfe, werd samen met Captain Brown door de Mysterons om het leven gebracht bij een auto-ongeval en daarna gerepliceerd. Op het einde van de eerste aflevering stort de gerepliceerde Scarlet te pletter van de Londense parkeertoren Skyview; hij blijkt echter de val "overleefd" te hebben, maar staat om de een of andere reden niet meer onder de invloed en controle van de Mysterons. Scarlet wordt hierdoor de belangrijkste agent van Spectrum: in het repliceringsproces is hij onvernietigbaar geworden en daarmee een geweldig middel in de strijd tegen de Mysterons. Captain Scarlet moet het nu opnemen tegen (de replica van) zijn voormalige vriend Captain Black, die wel een slechterik is geworden.

## Het verloop van de serie
De eerste uitzending van Captain Scarlet verscheen in september 1967 op de buis. En 32 weken lang zou de serie iedere week op vrijdagavond om 8 uur op de Britse commerciële zender ATV te zien zijn. Later in 1969 werd de serie aan verscheidene internationale tv-zenders verkocht. Zo was de serie in Nederland bij de AVRO te zien als opvolger van de Thunderbirds, maar werd na zes afleveringen al gestopt. Pas in 1996 werden alle afleveringen door de TROS in de middaguren uitgezonden.
In totaal werden er 32 afleveringen van ieder 25 minuten gemaakt. De serie was meteen een groot succes maar toch is de serie nooit zo bekend geworden als de Thunderbirds. Dit kwam vooral door de beperkte speelduur van 25 minuten: dit was te kort om een gecompliceerd verhaal te vertellen. Ook was er te weinig tijd voor karakterontwikkeling en voor relativerende humor, twee eigenschappen die de Thunderbirds met z'n 50 minuten per aflevering wel had.
Wel groeide Captain Scarlet net als de Thunderbirds uit tot een cultfenomeen. Meteen na het begin van de serie kwamen er fanclubs en verschenen er stripboeken en stripverhalen in TV2000, speelgoedvoertuigen, poppen en posters van de serie. Deze spullen zijn nu uitgegroeid tot peperdure collector's items. Vanwege de stijlvolle vormgeving en de unieke sfeer wordt Captain Scarlet nu beschouwd als een typisch jaren 60 fenomeen.
Een grote teleurstelling voor veel fans was dat de serie niet echt een einde had die duidelijk het lot van Spectrum en de Mysterons toonde. De laatste aflevering, "The Inquisition", was een clip show aflevering. Aan het einde van de serie vocht Spectrum nog altijd tegen de Mysterons, en was Captain Black nog altijd de Mysterons belangrijkste agent op Aarde.

## Poppen
Of de poppen van de verschillende Anderson series gemodelleerd zijn naar echte mensen, en zo ja welke mensen, is nog altijd het onderwerp van discussie. Gerry en Sylvia Anderson hebben toegegeven dat de poppenontwerpers sommige personages hebben gebaseerd op echte beroemdheden van toen, en andere juist op de stemacteurs. In Captain Scarlet and the Mysterons, zijn Captain Blue en Colonel White gebaseerd op hun stemacteurs, Ed Bishop en Donald Gray. Van het Captain Scarlet personage wordt nog vaak beweerd dat hij gebaseerd zou zijn op Cary Grant, Roger Moore, en Scarlets stemacteur Francis Matthews. Hoewel er geen duidelijk antwoord is, beweerde Matthews dat Gerry Anderson de Captain Scarlet wilde baseren op Cary Grant, terwijl Anderson in zijn biografie beweert dat het Matthews keuze was.
Lieutenant Green was het eerste zwarte personage dat in een Gerry Anderson serie voorkwam. Zijn stem werd ingesproken door de zwarte acteur Cy Grant.
Captain Scarlet betekende de introductie van een nieuw type supermarionationpop. In de vorige Anderson-series zat het mechaniek dat de lippen en ogen van de poppen liet bewegen in het hoofd van de pop, waardoor de poppen zeer grote hoofden hadden. In Captain Scarlet zat dit mechaniek in het lichaam en was bovendien veel kleiner, waardoor het hoofd van de pop kon worden verkleind tot de juiste verhouding met het lichaam. Anderson gaf later echter toe dat dit wellicht een fout was, aangezien de grote hoofden mede een reden waren dat de poppen het publiek zo aanspraken.

## Nieuwe serie
In 2004 heeft maker Gerry Anderson de serie nieuw leven ingeblazen met een CGI (computergegenereerde) serie, die New Captain Scarlet heet. Hiervan zijn 26 afleveringen geproduceerd. De personages zijn dezelfde als in de poppenserie (maar met andere stemmen), de strijd tegen de Mysterons gaat door. De voertuigen lijken op de oude versies maar zijn ietwat gewijzigd om zo de verkoop van nieuw speelgoed van deze nieuwe serie te promoten. De nieuwe versie is met gemengde gevoelens ontvangen, slecht geprogrammeerd in de Britse televisie-uitzendingen en een nieuw seizoen lijkt niet waarschijnlijk.

## Andere media

### Stripverhalen
In TV2000 zijn enkele stripverhalen van Captain Scarlet verschenen. Daarnaast was er een strip over Destiny, Harmony, Melody, Symphony en Rhapsody Angel. Zij hadden hun eigen stripverhaal, getiteld De 5 Julia's - waarschijnlijk omdat "angels" in het Nederlands met bijen en wespen wordt geassocieerd in plaats van engelen.

### Originele romans
Verschillende romans van de serie werden gepubliceerd in de jaren zestig:
- Captain Scarlet and the Mysterons, John Theydon (pseudoniem voor John W. Jennison), 1967
- Captain Scarlet and the Silent Saboteur, Theydon, 1967
- The Angels and the Creeping Enemy, Theydon, 1968 (niet gepubliceerd onder de Captain Scarlet serie titel)

In 1993 publiceerde Corgi Books vier romans gebaseerd op vier afleveringen, gericht op jonge lezers: The Mysterons, Noose of Ice, Lunarville 7, en The Launching.

### Films
In 1981 verscheen de televisiefilm Captain Scarlet vs the Mysterons. Deze film bestond uit hergebruikt beeldmateriaal van de televisieserie. De film werd gevolgd door Revenge of the Mysterons from Mars, die eveneens uit hergebruikt beeldmateriaal bestond. Deze tweede film werd gebruikt voor de tweede aflevering van Mystery Science Theater 3000.

## Stemacteurs
- Francis Matthews - Captain Scarlet
- Ed Bishop - Captain Blue
- Donald Gray - Captain Black
- Cy Grant - Lieutenant Green
- Paul Maxwell - World President
- Elizabeth Morgan - Destiny Angel
- Jeremy Wilkin - Captain Ochre
- Charles 'Bud' Tingwell - Captain Brown
- Martin King - extra stemmen
- Gary Files - Captain Magenta
- Sylvia Anderson - Melody Angel
- Janna Hill - Symphony Angel
- Lian-Shin - Harmony Angel
- David Healy - extra stemmen
- Neil McCallum - extra stemmen
- Shane Rimmer - extra stemmen

## Trivia
- Het jaren 80 musicalduo Scarlett & Black heeft hun namen van de personages Captain Scarlet en Captain Black.
- Latere uitgaven van de afleveringen bevatten ook een voice-over van Colonel White die luidde: "Captain Scarlet is indestructible. You are not. Remember this. Do not try to imitate him." Dit was een waarschuwing voor jonge kijkers dat ze niet moesten proberen Captain Scarlet na te doen.[3]

- De Zero-X missie uit de film Thunderbirds Are Go wordt zowel gezien als genoemd in de pilotaflevering.
- Zoals veel poppen in Andersons series, zijn de vier Angels gemodelleerd naar beroemdheden:
  - Destiny Angel op actrice Ursula Andress.
  - Harmony Angel op actrice Tsai Chin.
  - Rhapsody Angel op model en actrice Jean Shrimpton.
  - Melody Angel op zangeres en actrice Eartha Kitt.

## Vertalingen
- Frans: Capitaine Scarlet